# Hermann Gunkel
Johann Friedrich Hermann Gunkel (23. maj 1862 i Springe – 11. marts 1932 i Halle) var en tysk protestantisk teolog og forsker i Det gamle testamente. Han regnes som formkritikkens grundlægger.
Gunkel var søn af en luthersk præst. Han studerede teologi i Göttingen, Gießen og Hannover. I 1895 blev Gunkel professor i Det gamle testamente ved Humboldt-Universität zu Berlin. Samme år udkom hans bog Schöpfung und Chaos in Urzeit und Endzeit (Skabelse og kaos). I 1901 kom den første udgave af hans kommentar til Første Mosebog: Genesis. 
I 1926 udgav han en anden bog som bliver regnet som et standardværk, nemlig kommentaren til Salmernes bog (Die Psalmen). Af helbredsmæssige årsager trak Gunkel sig tilbage og blev professor emeritus i 1927. Hans Einleitung in die Psalmen (Introduktion til Salmernes bog) blev hans sidste større arbejde, som blev fuldført ved hjælp af Joachim Begrich, der udover at være hans svigersøn også havde studeret under ham.
Gunkel var en fremragende repræsentant for den religionshistoriske skole (die religionsgeschichtliche Schule), en gruppe teologer fra Göttingen, som delte opfattelsen af hvordan man kunne analysere udviklingen af religioner. I tillæg til Gunkel bestod den oprindelige gruppe af Albert Eichhorn, William Wrede, Wilhelm Bousset, Johannes Weiß, Ernst Troeltsch, Wilhelm Heitmüller og Paul Wernle. I begyndelsen var de først og fremmest optaget af kristendommens oprindelse, men fokus på området blev efterfølgende bredere og favnede også den historiske baggrund for tidlige religioner i Mellemøsten.